# 칼랑코에속

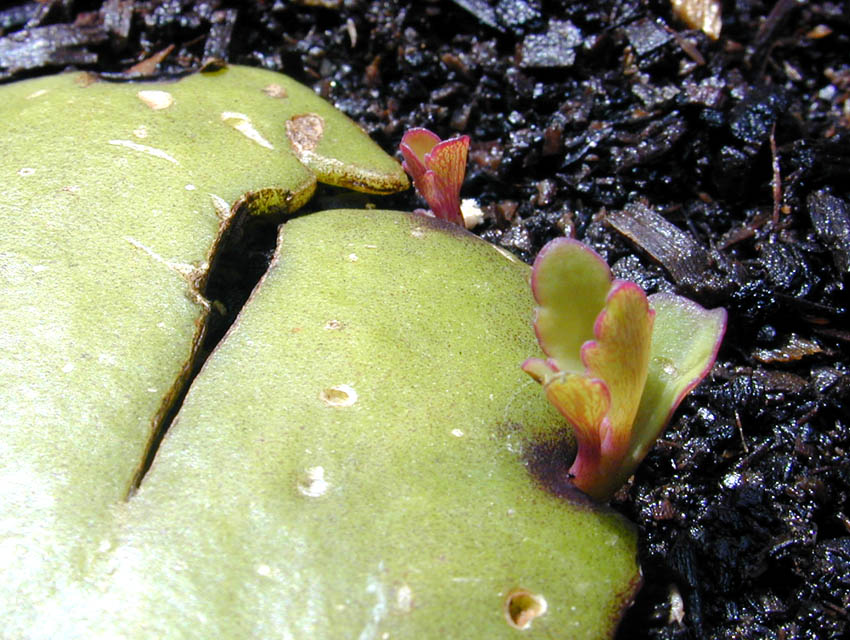
기상식물의 잎 가장자리를 따라 새로운 개체가 발생 중임, 칼랑코에 핀나타. 앞의 작은 식물체의 크기는 1센티미터 정도 임.

칼랑코에는 돌나물과에 속하는 열대의 다육질의 꽃식물로서 125종으로 이루어진 한 속(屬)이며, 주로 구세계 원산이며, 신세계로 소개된 이후 몇 종이 이곳에서 야생으로 자라고 있다.
대부분이 관목 또는 다년생 식물이나, 몇몇은 일년생 또는 이년생이다. 가장 큰 종인 칼랑코에 비하렌시스(Kalanchoe beharensis)는 마다가스카 원산이며, 6미터 크기로 자라며, 대부문의 종은 1미터 이내이다.
칼랑코에속에 속한 종은 꽃잎의 안쪽 표면 세포가 성장하여 꽃잎들을 바깥으로 밀어서 꽃이 피고, 꽃이 닫힐 때는 꽃잎의 밖의 세포가 성장하는 특징을 가지고 있다.
이 종들이 처음으로 기록된 것은 1763년 식물학자 미셀 애던슨에 의해서다. 칼랑코에라는 이름은 그 속에 속하는 일종의 중국어명으로부터 왔다고 전해지는데 이 중국산 종이 바로 칼랑코에 세라토필라(Kalanchoe ceratophylla) 또는 칼랑코에 스패툴라타(Kalanchoe spathulata)인 것으로 여겨진다. 브리오필럼(bryophyllum)종은 1806년 샐리스베리에 의해 기록되었으며, 키친지아(kitchingia) 종은 1881년 베이커에 의해 만들어졌다. 키친지아는 칼랑코에와 동의어로 여겨지나, 일부 식물학자들은 브리오필럼을 별개의 종으로 분류하기도 한다.

## 재배법과 용도
이 식물은 실내화분용이나 다육질의 정원용 식물로 재배된다. 번식이 쉽고, 물이 많이 필요 없으며, 식물체보다 위에 송이로, 다양한 색의 꽃이 피기 때문에 인기가 좋다. 브리오필럼 무리(전에는 독립된 종이었으나)에는 기생식물인 칼랑코에 핀나타 (Kalanchoe pinnata)와 같은 종들이 들어간다. 이 식물 종들의 새 개체는 잎의 주위를 따라서 생긴 톱니부분에서 작은 실눈과 같은 묘목으로 성장하게 된다. 이 작은 식물체는 결국 떨어져 나와 뿌리를 내린다. 이 종들에는 꽃을 수정하여 씨를 만들 수 있는 수꽃이 발견된 적이 없었으며, 보통 '천손초'(Mother of Thousands)라고 불린다. 붉은삐에로나비 (Red Pierrot butterfly) 애벌레의 먹이가 되는 식물이기도 하며, 잎 위에 나비가 알을 낳으면 부화한 뒤 애벌레가 잎의 안쪽으로 들어가 안쪽에서부터 잎을 갉아먹는다.

## 독성과 전통약재
돌나물과의 다른 속들과 마찬가지로 몇몇 칼랑코에는 부파디에놀라이드(bufadienolide)를 함유하고 있는데, 이 물질은 특히 풀을 먹는 동물의 심장병을 유발할 수 있다. 이것은 특히 남아프리카의 카루(Karroo) 지역이 원산지로서 서식하는 여러 종류의 칼랑코에가 문제가 되는데, 이 지역에는 수축병이라고 알려진 동물병이 있다. 비슷한 중독이 오스트레일리아에도 나타난다.
전통적인 약재로서, 칼랑코에는 감염, 류머티즘 그리고 염증 치료에 사용되었다. 칼랑코에 추출물은 면역억제제로서의 효과가 있다. 트리니다드 토바고에서 칼랑코에 핀나타(Kalanchoe pinnata는 전통적인 고혈압치료제로 알려져 있다.
다양한 부파디에놀라이드 물질들이 여러 종류의 칼랑코에 종으로부터 분리되었다
. 다섯 종류의 부파디에놀라이드가 칼랑코에 데이그리몬티아나(Kalanchoe daigremontiana)에서 분리되었다. 이 중 두 가지는 데이그리몬티아닌(daigremontianin)과 버살드게닌 1,3,5-오르토아세테이트 (bersaldegenin 1,3,5-orthoacetate)로 확실한 진정(鎭靜)효과가 있는 것으로 알려져 있다. 이것들은 글리코사이드(cardiac glycoside)와 함께 근수축에 양성효과를 가지며, 양이 증가함에 따라 중추신경계에 효과를 준다.
칼랑코에 핀나타로부터 분리된 부파디에놀라이드 화합물은 브리오필린 A가 들어가 있는데, 이 화합물은 항종양 기능의 활성화를 보여주며, 버살드게닌 3-아세테이트(bersaldegenin-3-acetate)과 브리오필린 C는 효과가 좀 덜 하다. 대신 브리오필린 C는 살충효과가 있다.

## 칼랑코에 종
| - 칼랑코에 아델라에 (Kalanchoe adelae) - 칼랑코에 아보레센스 (Kalanchoe arborescens) - 칼랑코에 보베르디 (Kalanchoe beauverdii) - 칼랑코에 베하렌시스 (Kalanchoe beharensis) - 영어명 Velvet Leaf, Felt Plant, Felt Bush - 칼랑코에 벤티 (Kalanchoe bentii) - 칼랑코에 블로스펠디아나 (Kalanchoe blossfeldiana) - 영어명 Flaming Katy - 칼랑코에 부베티 (Kalanchoe bouvetii) - 칼랑코에 브락테아타 (Kalanchoe bracteata) - 칼랑코에 캄파눌라타 (Kalanchoe campanulata) - 칼랑코에 크레나타 (Kalanchoe crenata) - 칼랑코에 크룬달리 (Kalanchoe crundallii) - 칼랑코에 다이그레몬티아나 (Kalanchoe daigremontiana) - 영어명 Devil's Backbone, Mexican-hat Plant, Mother of Thousands - 칼랑코에 델라고엔시스 (Kalanchoe delagoensis) - 영어명 Chandelier Plant, Mother of Millions, Mother of Thousands - 칼랑코에 딩클라게이 (Kalancho dinklagei) - 칼랑코에 에리오필라 (Kalanchoe eriophylla) - 칼랑코에 파리나 (Kalanchoe farinacea) - 칼랑코에 펫첸코이 (Kalanchoe fedtschenkoi) - 영어명 Amethyst Scallops - 칼랑코에 피게레이도이 (Kalanchoe figuereidoi) - 칼랑코에 플라메아 (Kalanchoe flammea) - 칼랑코에 가스토니스보니에리 (Kalanchoe gastonis-bonnieri) - 영어명 Donkey Ears, Life Plant - 칼랑코에 글라우세센스 (Kalanchoe glaucescens) - 칼랑코에 그라실리페스 (Kalanchoe gracilipes) - 칼랑코에 그란디디에리 (Kalanchoe grandidieri) - 칼랑코에 그란디플로라 (Kalanchoe grandiflora) - 칼랑코에 힐데브란티 (Kalanchoe hildebrantii) - 영어명 Silver Teaspoons - 칼랑코에 종만시 (Kalanchoe jongmansii) - 칼랑코에 케웬시스 (Kalanchoe kewensis) - 칼랑코에 라시니아타 (Kalanchoe laciniata) 카랑코에 나무 - 칼랑코에 라테리티아 (Kalanchoe lateritia) - 칼랑코에 락시플로라 (Kalanchoe laxiflora) - 칼랑코에 리네아리폴리아 (Kalanchoe linearifolia) - 칼랑코에 로지플로라 (Kalanchoe longiflora) - 칼랑코에 마크로클라미스 (Kalanchoe macrochlamys) - 칼랑코에 마지니 (Kalanchoe manginii) | - 칼랑코에 마니에리아나 (Kalanchoe marnieriana) - 칼랑코에 마모라타 (Kalanchoe marmorata) - 영어명 Penwiper - 칼랑코에 밀로티 (Kalanchoe millottii) - 칼랑코에 미니아타 (Kalanchoe miniata) - 칼랑코에 니카에 (Kalanchoe nyikae) - 칼랑코에 옵투사 (Kalanchoe obtusa) - 칼랑코에 오르지알리스 (Kalanchoe orgyalis) - 칼랑코에 펠타타 (Kalanchoe peltata) - 칼랑코에 페티티아나 (Kalanchoe petitiana) - 칼랑코에 핀나타 (Kalanchoe pinnata) - 영어명 Life Plant, Miracle Leaf, Air Plant, Goethe Plant - 칼랑코에 포르피로칼릭스 (Kalanchoe porphyrocalyx) - 칼랑코에 프롤리페라 (Kalanchoe prolifera) - 칼랑코에 푸베센스 (Kalanchoe pubescens) - 칼랑코에 푸밀라 (Kalanchoe pumila) - 칼랑코에 콰르티니아나 (Kalanchoe quartiniana) - 칼랑코에 롬보필로사 (Kalanchoe rhombopilosa) - 영어명 Pies from Heaven - 칼랑코에 로부스타 (Kalanchoe robusta) - 칼랑코에 롤란디보나파르테이 (Kalanchoe rolandi-bonapartei) - 칼랑코에 로세이 (Kalanchoe rosei) - 칼랑코에 로툰디폴리아 (Kalanchoe rotundifolia) - 칼랑코에 치조필라 (Kalanchoe schizophylla) - 칼랑코에 세라타 (Kalanchoe serrata) - 칼랑코에 섹산굴라리스 (Kalanchoe sexangularis) - 칼랑코에 스트렙탄사 (Kalanchoe streptantha) - 칼랑코에 수아레젠시스 (Kalanchoe suarezensis) - 칼랑코에 신세팔라 (Kalanchoe synsepala) - 영어명 Cup Kalanchoe, Walking Kalanchoe - 칼랑코에 신세팔라 디섹타 (Kalanchoe synsepala f. dissecta) - 영어명 Cup Kalanchoe, Walking Kalanchoe - 칼랑코에 티시플로라 (Kalanchoe thyrsiflora) - 영어명 Paddle Plant, Flapjacks, Desert Cabbage, White Lady, Geelplakkie, Meelplakkie, Plakkie - 칼랑코에 토멘토사 (Kalanchoe tomentosa) - 영어명 Panda Plant - 칼랑코에 투비플로라 (Kalanchoe tubiflora) - 한국어명 천선초, 영어명 Chandelier Plant, Mother of Millions, Mother of Thousands - 칼랑코에 우니플로라 (Kalanchoe uniflora) - 칼랑코에 벨루티나 (Kalanchoe velutina) - 칼랑코에 비귀에리 (Kalanchoe viguieri) |